# ریوجی ساتو
ریوجی ساتو (انگلیسی: Ryuji Sato؛ زادهٔ ۱۶ آوریل ۱۹۷۷) داور فوتبال اهل ژاپن است.
او از سال ۲۰۰۹ وارد فهرست داوران فیفا شده است. ساتو بازی‌های بسیاری را در لیگ قهرمانان آسیا و مقدماتی جام جهانی فوتبال قضاوت کرده‌است. او همچنین یکی از داوران جی‌لیگ در ژاپن است.